# جیل درنده
جیل درنده (به انگلیسی: Jill Rips) یک فیلم دلهره‌آور و درام کانادایی-آمریکایی محصول سال ۲۰۰۰ به کارگردانی آنتونی هیکاکس با بازی دولف لاندگرن است که بر اساس رمانی از نویسنده اسکاتلندی فردریک لیندسی در سال ۱۹۸۷ ساخته شده‌است.

## داستان
مت سورنسون، (با بازی لاندگرین) بوکسور سابق و پلیس سان فرانسیسکو، اکنون با جمع‌آوری بدهی‌های کسب و کارهای کوچک امرار معاش می‌کند. مرگ وحشیانه برادر کوچکترش، مایکل، همه چیز را برای همیشه تغییر می‌دهد. سورنسون که قصد دارد قاتل برادرش را پیدا کند، به دنیای درونی قدرتمند سیاست، دسیسه‌های تجاری و رابطه جنسی معمولی نفوذ می‌کند. با رد نظریه پلیس و رسانه مبنی بر اینکه قتل کار یک زن فاحشه است، تمرکز سورنسن روی تاجر فاسد شهر بزرگ، جیم کانوی است. وسواس او برای کشف هویت قاتل در حالی افزایش می‌یابد که مردان دیگر به روشی مشابه به قتل رسیده‌اند.

## انتشار
پس از نمایش تلویزیونی اچ‌بی‌او تحت عنوان جایگزین Tied Up در ژانویه ۲۰۰۰، این فیلم در ۴ ژوئیه ۲۰۰۰ توسط سرگرمی خانگی سونی پیکچرز به عنوان Jill the Ripper در دی‌وی‌دی منتشر شد.